# William Johnson, 1. Baronet

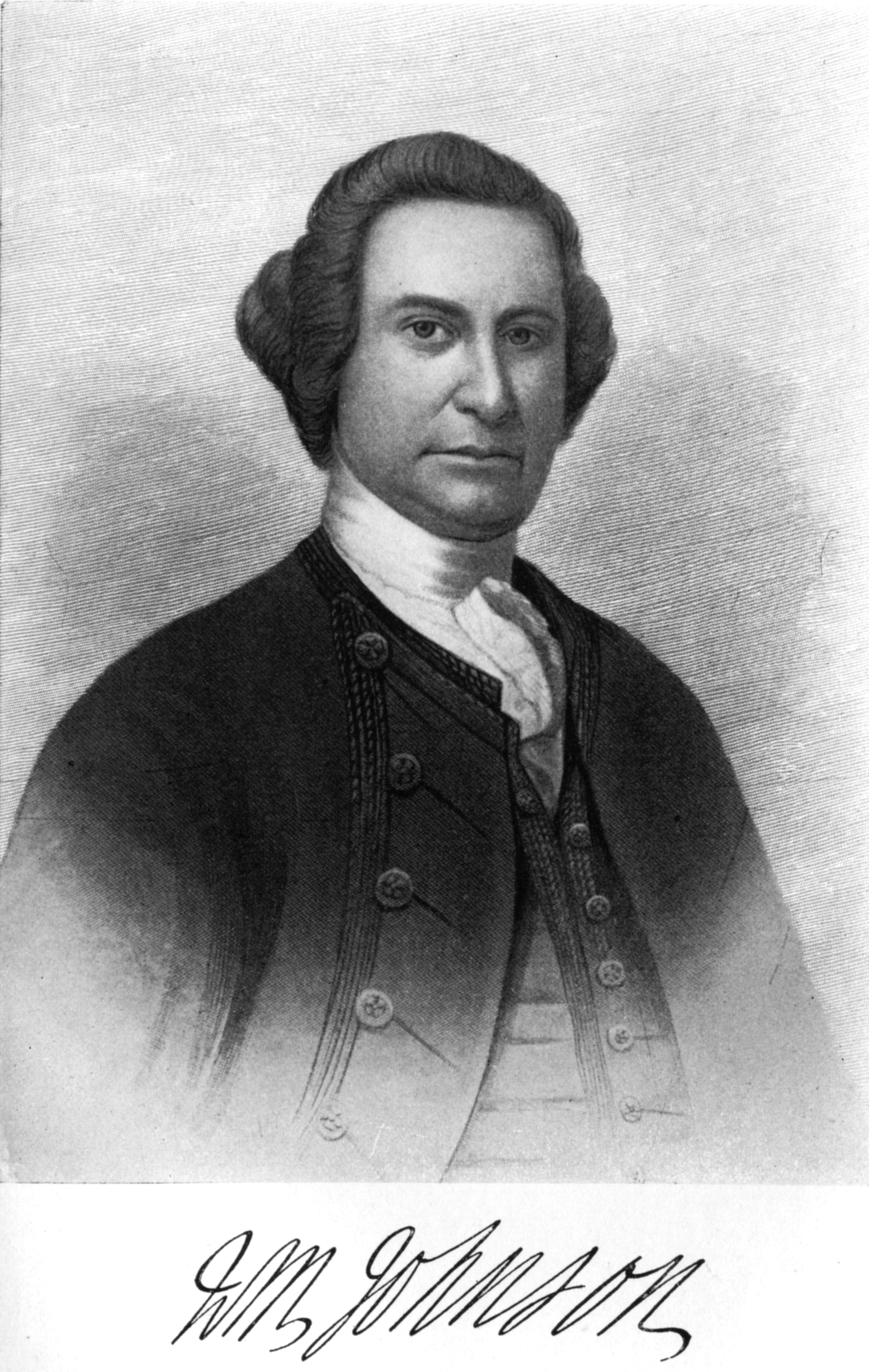
Sir William Johnson, 1. Baronet

Sir William Johnson, 1. Baronet (* 1715 in Smithtown bei Dunshaughlin, County Meath, Irland; † 11. Juli 1774 in Johnstown, Provinz New York) war ein britisch-irischer Händler, Politiker und General in den britischen Kolonien in Nordamerika.

## Leben
William Johnson wurde 1715 als Sohn von Christopher Johnson (* 1679?, † 1745 oder später) und Anne (1696?–1744), in der irischen Grafschaft Meath in eine Familie des Landadels geboren. 1836 war er Geschäftsführer für seinen Onkel, den Admiral Sir Peter Warren. Auf dessen Veranlassung wanderte Johnson 1738 in die britischen Kolonien in Nordamerika aus. Er hatte ihn eingeladen, seine dortigen Ländereien in der Provinz New York zu verwalten und deren Erschließung und Besiedlung durch weiße Briten voranzutreiben. Johnson ließ sich am Südufer des Mohawk River, etwa 40 km westlich von Schenectady nieder und richtete einen Handelsposten für Siedler und Indianer ein.
Johnson war in einer Zeit, in der die Europäer in Amerika die Indianer weithin als „unzivilisierte, barbarische Wilde“ betrachteten, eine ungewöhnliche Erscheinung. Er behandelte sie mit Respekt, suchte ihre Freundschaft und baute gute Beziehungen zu den Stämmen der Umgebung auf, insbesondere zu den Mohawk (Kanien'kehá:ka) unter Sachem Hendrick Theyanoguin. Er erlernte ihre Sprachen, kleidete sich auf ihre Weise, zeigte sich ihnen gegenüber gastfreundlich und bemühte sich darum, ihre Länder vor Diebstahl und illegalen Siedlungen zu bewahren. Weiterhin kümmerte er sich um Bildungsmöglichkeiten und religiöse Erziehung. 1744 ernannte man ihn zum Superintendenten für indianische Angelegenheiten für die Stämme der Sechs Nationen (Irokesen). Johnson erwarb große Ländereien, die er vielfach als Geschenk von dankbaren Mohawks erhielt, und wurde einer der reichsten Männer in den britischen Kolonien.
Johnsons diplomatische und militärische Fähigkeiten zeigten sich erstmals während des Österreichischen Erbfolgekriegs (1744–1748), als er Krieger der Irokesen zum Kampf gegen Frankreich einsetzen konnte. 1754 führte er während des sogenannten „Albany Congress“ Verhandlungen zwischen Briten und Einheimischen.
Während des Franzosen- und Indianerkriegs (1754–1763) führte er 1755 einen Vorstoß von Miliztruppen gegen das französische Fort bei Crown Point. Dessen Einnahme gelang ihm zwar nicht, doch erwies er sich in der Schlacht am Lake George als fähiger und kaltblütiger General, dem es trotz einer Verwundung gelang, aus einem sich anbahnenden Debakel einen eindeutigen Sieg zu erkämpfen, der umso erstaunlicher ist, als ihm und seinen Milizionären französische Linientruppen unter der Führung des erfahrenen, deutschstämmigen Generals Ludwig August von Dieskau gegenüberstanden. Nach diesem Erfolg konnte er am Lake George das strategisch wichtige Fort William Henry errichten. Im folgenden Jahr wurde ihm am 27. November 1755 in der Baronetage of Great Britain der erbliche Adelstitel eines Baronet, of New York, verliehen. Darüber hinaus wurde er zum Superintendenten für alle Indianerstämme des Nordens ernannt, eine Position, die er bis zu seinem Tod innehatte. 1758 überlebte er die durch die Inkompetenz des Generals James Abercrombie verursachte desaströse Niederlage in der Schlacht bei Ticonderoga, 1759 übernahm er nach dem Tod des Brigadegenerals John Prideaux das Kommando über die britischen Truppen, die den strategisch wichtigen französischen Stützpunkt Fort Niagara eroberten und eine Entsatzarmee in der Schlacht bei La Belle Famille besiegten. Im folgenden Jahr diente er unter General Jeffrey Amherst bei der Belagerung und Eroberung von Montréal. Johnsons Verdienste wurden vom König mit der Schenkung weiterer, umfangreicher Ländereien in der Kolonie New York belohnt.

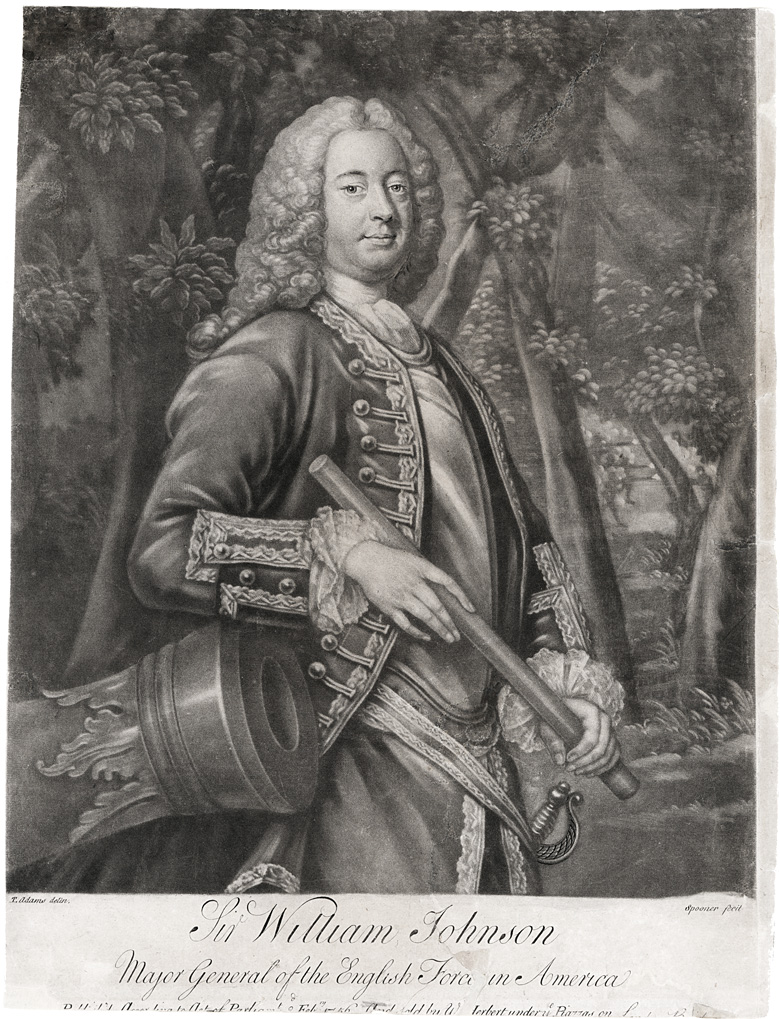
Sir William Johnson, 1. Baronet

1762 gründete Johnson eine Siedlung, aus der sich die heutige Stadt Johnstown (New York) entwickelte. 1763 und 1764 erwarb er sich weitere Verdienste, als es ihm gelang, die Irokesen zu überreden, sich nicht an dem für die britische Kolonialherrschaft sehr gefährlichen Pontiac-Aufstand zu beteiligen. 1768 führte er mit den Irokesen bei Fort Stanwix Verhandlungen, die in den Ersten Vertrag von Fort Stanwix mündeten, durch den sie Länder in den heutigen US-Bundesstaaten Pennsylvania und New York sowie Ansprüche auf Territorium in Ohio gegen Geldzahlungen abtraten.
Johnson verbrachte seinen Lebensabend in seinem Herrenhaus Johnson Hall in der Nähe von Johnstown, wo er Schafe und Rennpferde züchtete, Sklaven hielt und im Stil eines britischen Landedelmanns lebte. Seit 1739 war er mit Catherine Wisenberg verheiratet, mit der er drei Kinder hatte. Nach ihrem Tod lebte er mit verschiedenen indianischen Frauen zusammen, darunter Mary Brant (ca. 1736–1796), einer Schwester des berühmten Häuptlings Joseph Brant, mit der er acht Kinder hatte.
Sein Sohn Sir John Johnson, 2. Baronet (1742–1830) verlor den väterlichen Besitz, weil er im kurz nach dessen Tod ausbrechenden Unabhängigkeitskrieg als Loyalist auf britischer Seite gegen die Amerikaner kämpfte. Er ließ sich nach dem Ende des Kriegs in Kanada nieder.